# Форэнерго (производственное объединение)
ПО «Форэнерго» — производственное объединение координирует научно-техническую, производственную, маркетинговую и коммерческую деятельность ряда предприятий арматурно-изоляторной подотрасли промышленности России.

## История
В 1998 году основана компания ЗАО «ЮИК» для организации комплексных поставок электросетевого оборудования в электроэнергетике. В том же году была создана компания ЗАО НПП «Экковод», специализирующаяся на выпуске оборудования для ЖКХ. Позднее произошло знакомство владельцев двух этих компаний, результатом которого стала договоренность о строительстве завода «МЗВА» по выпуску линейной арматуры для воздушных линий электропередачи. В 2004 году в городе Чкаловск Нижегородской области создаются предприятия «Чкаловский электромеханический завод» (ООО «ЧЭМЗ»), ООО «МЗВА-ЛИТ», ООО «Энергопромдеталь», которые становятся территориально обособленными подразделениями «МЗВА»..
В 2005 году в городе Лысьве Пермского края «ЮИК», «МЗВА» начинают строительство завода «Инста» по производству полимерных изоляторов для ЛЭП и завода «Энерготрансизолятор», который специализируется на производстве полимерных изоляторов для контактной сети электрифицированных железных дорог.
В 2007 году акционеры «ЮИК» и «МЗВА» реализуют проект по строительству современного завода стеклянных изоляторов для воздушных линий электропередачи в городе Южноуральске Челябинской области. Стоимость проекта составила около 600 млн рублей. Завод начал выпуск продукции в 2009 году. В 2013 году в Южноуральске создано производство фарфоровых опорно-стержневых изоляторов для подстанций под маркой «Вольта».
В 2009 году для координации работ в области научно-технической, производственной, маркетинговой и коммерческой деятельности вышеназванных предприятий создано производственное объединение ПО «ФОРЭНЕРГО». К 2021 году Производственное объединение «Форэнерго» включает в себя 15 производственных, сбытовых и инжиниринговых компаний.
В 2012 создано ООО «ФОРЭНЕРГО-ТРЕЙД» — компания по реализации продукции промышленных предприятий объединения.
В 2013 году создано ООО «ФОРЭНЕРГО-ИНЖИНИРИНГ» — специализированная компания для выполнения научно-исследовательских и опытно-конструкторских работ для сторонних организаций, а также ООО «ЮМЭК ГРУПП» для продвижения и реализации продукции ЗАО «ЮМЭК». Также зарегистрирована компания ООО «ВОЛЬТА», специализирующаяся на производстве фарфоровых опорных стержневых изоляторов. Арматура СИП 0,4 кВ производства ЗАО «МЗВА» аттестована на соответствие техническим требованиям ОАО «Россети» и ОАО «ФСК ЕЭС».
В 2014 году ПО «ФОРЭНЕРГО» вошло в некоммерческое партнерство «Электросетьизоляция» и был зарегистрирован Благотворительный фонд «Возрождение родной земли».
В 2015 году для реализации крупных комплексных проектов по комплектованию сетевых объектов создана компания ООО «ФОРЭНЕРГО СПЕЦ КОМПЛЕКТ».
В 2019 году АО «ЮМЭК» сертифицировано как поставщик в Единой Квалификационной Системе Aсhilles на территории Северной и Центральной Европы.
В 2021 совместно с АО «Энергия+21» было запущено серийное производство ограничителей перенапряжений на классы напряжения 0,4-220 кВ. Также была успешно завершена аттестация новой продукции предприятий ПО «ФОРЭНЕРГО» в ПАО «Россети»: системы ЖАЛ, всей номенклатурной линейки инновационных птицезащитных устройств производства ООО «МЗВА»; подвесных стеклянных изоляторов производства АО «ЮМЭК» в рамках расширения номенклатуры производимых изделий.
В 2022 г. по поручению коллегии ВПК и ДРЭП Минпромторга был заключен договор аренды имущественного комплекса  ОАО «ЮЗРК» и ООО «ЮЗРК ГРУПП», входящим в ПО «ФОРЭНЕРГО», с целью возобновления производства, выпуска оборонной и иной продукции в рамках исполнения ГОЗ.
В 2022 г. с целью оптимизации организационной структуры происходит объединение ООО «МЗВА» и ООО «ЧЭМЗ» под новым названием ООО «МЗВА-ЧЭМЗ». В 2022 г. официально зарегистрирован в Минюсте России благотворительный фонд «Энергия для жизни». В ПО «ФОРЭНЕРГО» вошло ООО «НТЦ-БУЛАТ» — завод специализируется на изготовлении и механической обработке металлических изделий и деталей для нужд ОПК.
В 2023 г. имущественный комплекс Южноуральского завода радиокерамики был приобретен ООО «ЮЗРК ГРУПП», входящим в ПО «ФОРЭНЕРГО».
Созданы новые производственные предприятия в Южноуральске:
- ООО «Техкерамика», специализирующееся на производстве керамических изделий гражданского назначения[15].
- Акционерное общество «Завод стеклянных изоляторов» (АО «ЗСИ»)[16].

## Деятельность
Продукция предприятий ПО «Форэнерго» эксплуатируется на значимых энергетических объектах в России, включая Олимпиаду в Сочи, Крымский энергомост, космодром Плесецк, БАМ.
Годовая выручка ПО «ФОРЭНЕРГО» по итогам 2021 года составила более 10 млрд рублей, из них 1,2 млрд — чистая прибыль.
По данным за 2023 год продукция ПО «ФОРЭНЕРГО» экспортируется в 30 стран мира.
Доля ПО «ФОРЭНЕРГО» на российском рынке электротехнической продукции на основных направлениях к 2022 году составила:
- стеклянные изоляторы для воздушных линий электропередачи всех классов напряжения и подстанций — 37 %[19] и 10% мирового производства [20]
- арматура для изолированных и  неизолированных проводов ВЛ и подстанций — 49%[19]
- полимерные изоляторы для ВЛ и подстанций — 36,5 %[21]

## Структура

### Основные производственные предприятия
- АО «ЮМЭК» — производство стеклянных изоляторов;
- ООО «МЗВА-ЧЭМЗ» — производство линейной арматуры, устройств грозозащиты и птицезащиты ВЛ;
- ООО «ИНСТА» — производство полимерных изоляторов для ВЛ и подстанций;
- ООО «ЮЗРК ГРУПП» — производство радиокерамических изделий для электронной промышленности;
- ООО «Энерготрансизолятор» — производство полимерных изоляторов для контактной сети железных дорог;
- ООО «ВОЛЬТА» — производство фарфоровых опорных изоляторов, полимерных низковольтных изоляторов;
- АО «Энергия+21» — партнер ПО «ФОРЭНЕРГО» в совместном проекте по производству ОПН;
- ООО «НТЦ-БУЛАТ»  — изготовление и механическая обработка металлических изделий и деталей для нужд ОПК.

### Проектирование, проведение НИР и ОКР, организация испытаний
- ООО «ФОРЭНЕРГО-ИНЖИНИРИНГ»

### Сервисно-сбытовые предприятия
- ООО «ФОРЭНЕРГО-ТРЕЙД»;
- ООО «ФОРЭНЕРГО СПЕЦ КОМПЛЕКТ»;
- ООО «ФОРЭНЕРГО-ЮИК».

## Продукция
- Линейная арматура;
- Стеклянные изоляторы;
- Полимерные изоляторы и изолирующие траверсы;
- Ограничители перенапряжения;
- Птицезащитные устройства;
- Арматура для ВОЛС;
- Монтажный инструмент, приспособления, средства индивидуальной защиты.

## Награды
- 2011 г. — Диплом в номинации «Стратегический союз» за эффективное объединение научно-технического и производственного потенциала предприятий арматурно-изоляторной подотрасли в рамках ПО «Форэнерго» на выставке «Электрические сети России»[22];
- 2012 г. — Первое место и золотая медаль за разработку и внедрение изолирующих траверс и линейной арматуры для компактных ВЛ на напряжение до 220 кВ на  выставке «Электрические сети России»[23];
- 2013 г. — Второе место и серебряная медаль за разработку и внедрение системы защиты птиц на ВЛ на выставке «Электрические сети России»[24];
- 2014 г. — Первое место и золотая медаль за разработку и внедрение в производство комплекта линейной арматуры для проводов с защитной изолирующей оболочкой на напряжение 110 кВ на выставке «Электрические сети России»[25].
- 2015 г. — ООО «МЗВА» награждено золотой медалью выставки «Электрические сети России» за успешную реализацию программы импортозамещения продукции.
- 2016 г. — АО «ЮМЭК» заняло  1 место в номинации «Воздушные и кабельные линии электропередачи» за разработку, изготовление и внедрение линейки штыревых изоляторов на напряжение 10-20 кВ, выполненных из закаленного стекла, с повышенными электрическими и термомеханическими характеристиками  на выставке «Электрические сети России».
- 2017 г. — ООО  «ИНСТА» заняло  1 место в номинации «Воздушные и кабельные линии электропередачи» за разработку, освоение в серийном производстве и внедрение инновационных одномодульных междуфазных распорок повышенной надежности и долговечности для ВЛ напряжением 10-220 кВ, ООО «МЗВА» награждено дипломом за разработку и освоение в серийном производстве спиральной арматуры из немагнитных материалов для ВЛ 6-35 кВ  на выставке «Электрические сети России».
- 2017 г. — АО «Южноуральская изоляторная компания» — признана победителем в номинации «Лучший поставщик строительно-монтажных материалов и оборудования» Всероссийского конкурса «Лучший поставщик»[26].
- 2017 г. — ООО «ФОРЭНЕРГО-ТРЕЙД» удостоено премии «Лучший поставщик» в категории малый и средний бизнес по итогам общественного совета премии «Лидер продаж», проводимой торговой площадкой B2B-Center[27].
- 2020 г. — ООО «ЧЭМЗ» было включено в Федеральный Реестр «Всероссийская Книга Почёта», а АО «ЮМЭК» в реестр «100 лучших предприятий России»[28].
- 2022 г. — ООО «ИНСТА» заняло 1 место в номинации «Высоковольтные изоляты» Конкурса перспективных разработок за создание и внедрение инновационной конструкции линейных подвесных полимерных изоляторов на напряжение 110 кВ типа ЛКМ, оснащенных индикатором технического состояния изоляторов[29].
- 2022 г. — ООО «МЗВА» заняло 1 место в номинации «Арматура ВЛ и средства экологической безопасности» Конкурса перспективных разработок за создание, освоение в серийном производстве и внедрение набора быстромонтируемой натяжной и соединительной арматуры[29].
- 2022 г. — ПО «ФОРЭНЕРГО» награждено золотыми медалями Ассоциации изобретателей Белграда за изобретение индикатора состояния полимерных изоляторов и изобретение пневматического гасителя вибрации проводов типа ГВПБ на 64-й Международной Технической Ярмарке «International Technical Fair» г. Белград[30],
- 2023 г. — ООО «МЗВА-ЧЭМЗ» заняло 1-е место в номинации «Высоковольтные изоляторы» за разработку изолирующих подвесок типа ИПС со сниженными потерями на корону, уровнем радиопомех и повышенной дугостойкостью на класс напряжения 220-500 кВ. (Арматура) на Международном форуме «ЭЛЕКТРИЧЕСКИЕ СЕТИ».[31]
- 2023 г. — ООО «ЮМЭК» заняло 1-е место в номинации «Высоковольтные изоляторы» за разработку изолирующих подвесок типа ИПС со сниженными потерями на корону, уровнем радиопомех и повышенной дугостойкостью на класс напряжения 220-500 кВ. (Изоляторы) на Международном форуме «ЭЛЕКТРИЧЕСКИЕ СЕТИ».[32]
- 2023 г. — АО «Энергия+21» заняло 2-е место в номинации «Высоковольтные изоляторы» за разработку изолятора птицезащитного опорного линейного с устройством защиты от перенапряжения типа ОЛСКИР-12,5-10-4 на Международном форуме «ЭЛЕКТРИЧЕСКИЕ СЕТИ».[33]